# 伊藤謙心
伊藤 謙心（いとう けんしん、1982年4月22日 - ）は、日本の俳優、映画プロデューサー。兵庫県神戸市出身。

## 来歴
- 2015年、テレビドラマ「家政婦は見た!」でデビューする。
- 2016年10月17日放送のバラエティ番組「ご対面バラエティー 7時にあいましょう」（TBS）で主役である池畑慎之介の再現役を演じる。
- プロデューサーを務めた映画「湖の底から見る風景」が山形国際ムービーフェスティバルにて観客賞および入選・東北ケーブルテレビネットワーク賞、横濱インディペンデント・フィルム・フェスティバル2022にて観客賞をそれぞれ受賞する。
- 2022年12月、出演作である「ブルーベリージャムを作って」がCannes World Film Festival - Remember the Futureにノミネートされる。
- 2023年1月、出演作である「ブルーベリージャムを作って」がショートショートフィルムフェスティバル&アジア2023のジャパン／ライブアクション部門にてノミネートされる。
- 2023年6月、アメリカ合衆国ニューヨーク州ロチェスターで開催された第65回Rochester International Film Festivalにてプロデューサーを務めた映画『湖の底から見る風景（英訳：View from the Bottom of the Lake）』が上映される。
- 2023年8月、萩ibasho映画祭2023にて出演作の『会いたくてたまらない（監督：森実知子）』が準グランプリを受賞する。
- 2023年10月、アメリカ合衆国カリフォルニア州ロサンゼルス、ハリウッドにあるTCL・チャイニーズ・シアターにてプロデューサーを務めた映画『湖の底から見る風景（英訳：View from the Bottom of the Lake）』が上映される。
- 2023年10月、アメリカ合衆国フロリダ州オーランドで開催されたSpooky Empire Horror Film Festivalにてプロデューサーを務めた映画『湖の底から見る風景（英訳：View from the Bottom of the Lake）』が上映される。主演の清家栄一が最優秀俳優賞を受賞する。
- 2023年11月、唐津初の国際映画祭「唐津ライジングサン国際映画祭」にてプロデューサーを務めた映画『湖の底から見る風景』が上映され、短編映画部門グランプリを受賞する。
- 2023年11月、イタリアで開催のフェデリコ・フェリーニに捧げるAmarcort Film Festivalにて『湖の底から見る風景（英訳：View from the Bottom of the Lake）』が上映される。
- 2023年11月、アメリカ合衆国ニューヨーク州ヨンカーズにてプロデューサーを務めた映画『湖の底から見る風景（英訳：View from the Bottom of the Lake）』が上映される。
- 2024年11月24日、四日市映画祭コンペティションにてプロデューサーを務めた映画「湖の底から見る風景」がミラージュ部門グランプリを受賞する。
- 2024年12月15日、八王子Short Film映画祭にてプロデューサーを務め新郎役としても出演した映画「ナコーダー」が観客賞を受賞する。
- 2024年12月、ケイスケ役として出演した「届かなかった手紙」がスマートフォン フィルム フェスティバル2024のグリュミエール部門にてグランプリを受賞する。

## 人物

### 私生活
- トータルプロデューサーなどで活躍している小村大樹は心の支えでもあり、ケバブを食べに行く仲でもある。

## 出演

### テレビドラマ
- 遺産争族（2015年、テレビ朝日）- カワムラメモリアル社員役
- 家政婦は見た！（テレビ朝日）- カメラマン役
- ドクターX 外科医・大門未知子（2017年、テレビ朝日）- 第5期 医局員 中浜淳一郎役
- ドクターX 外科医・大門未知子（2019年、テレビ朝日）- 第6期 内科医 大黒幸治郎役
- リーガルV（2018年、テレビ朝日）- 第6話 レストラン店員役
- ドクター調査班～医療事故の闇を暴け～（2016年、テレビ東京）- 医師役
- 犯罪科学分析室 電子の標的2（テレビ東京）- 刑事役

### バラエティ
- ブラマヨ衝撃ファイル 世界のコワ～イ女たち（TBS）- 再現VTR
- 中居正広の金曜日のスマイルたちへ（TBS）- 再現VTR
- ご対面バラエティ 7時にあいましょう（TBS）- 再現VTR、池畑慎之介役
- 誰も知らない明石家さんま（日本テレビ）
- 踊る!さんま御殿!!（日本テレビ）- 再現VTR
- アウト×デラックス（フジテレビ）- 第1回放送
- ペケ×ポン（フジテレビ）

### 映画
- カイジ2 人生奪回ゲーム（2011年）
- 振り子（2014年）
- HiGH＆LOW THE MOVIE（2016年）
- 海よりもまだ深く（2016年）
- 会いたくてたまらない（I'm Dying to see you）（2022年）
- ブルーベリージャムを作って（2022年）
- ナコーダー（2024年）
- 届かなかった手紙（2024年）

### スチール
- ホテルサンルート

### ＣＭ
- ソニー - ブルーレイディスク
- キリンビバレッジ - メッツスパークリングウォーター
- 三井住友銀行 - 三井住友銀行カードローン
- クリスタル オブ ユニオン[2]

### WEB広告
- リクルート
- Google

## プロデューサー
- 映画「湖の底から見る風景」（2022年）
- 映画「ナコーダー」（2024年）